# Publius Cipius Princeps
Publius Cipius Princeps war ein antiker römischer Toreut (Metallbildner) aus Kampanien, sehr wahrscheinlich aus Capua.
Publius Cipius Princeps ist heute nur noch aufgrund eines Signaturstempels bekannt. Weitere Informationen aus literarischen oder epigraphischen Quellen liegen nicht vor. Dennoch kann man davon ausgehen, dass er zur Gens der Cipier gehörte, die vor allem in Capua, aber zum Teil auch in Rom und Ostia lebte und mindestens in Capua und dessen Umland eine Reihe bedeutender toreutischer Unternehmen betrieb. Bekanntester und bedeutendster Vertreter der Familie war Publius Cipius Polybius. Die Identität mit einem nur als Cipius signierenden Familienmitglied ist nicht auszuschließen. Das Cognomen Princeps weist anders als bei den meisten anderen Vertretern der Familie nicht auf eine griechische Herkunft hin; somit ist es möglich, dass er kein Freigelassener war, sondern schon in zweiter Generation als Römer lebte.
Das erhaltene Stück, eine Bronzekasserolle, befindet sich heute im Musée d’Archélogie Nationale in Saint-Germain-en-Laye.

## Einzelbelege
1. ↑  Richard Petrovszky: Studien zu römischen Bronzegefäßen mit Meisterstempeln. Leidorf, Buch am Erlbach 1993, S. 225, Nr. C.23.01; CIL 3/2, 10087,18

| Personendaten    | Personendaten                              |
| ---------------- | ------------------------------------------ |
| NAME             | Cipius Princeps, Publius                   |
| ALTERNATIVNAMEN  | Princeps, Publius Cipius                   |
| KURZBESCHREIBUNG | antiker römischer Toreut                   |
| GEBURTSDATUM     | 1. Jahrhundert v. Chr. oder 1. Jahrhundert |
| STERBEDATUM      | 1. Jahrhundert oder 2. Jahrhundert         |